# Lista de obras de arte de Décio Villares

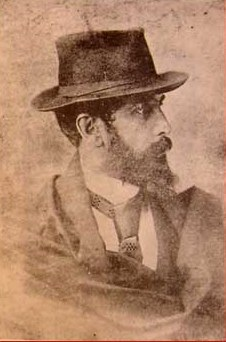
Décio Villares

Décio Rodrigues Villares (1851-1931) foi um pintor, escultor e caricaturista brasileiro. Estudou na Academia Imperial de Belas Artes (Aiba), no Rio de Janeiro, estudou também na Europa. Foi discípulo de pintores como Victor Meirelles (1832-1903), Alexandre Cabanel (1823-1889) e Pedro Américo (1843-1905).

Aprovado em concurso para cátedra de professor na Académie des Beaux-Arts (Academia de Belas Artes de Paris), posição não ocupada pois o pintor optou por não se naturalizar francês. Foi um adepto do positivismo.
Participou na criação da Bandeira do Brasil. Parte de suas obras foram perdidas em um incêndio em seu atelier após a sua morte, provocado por sua esposa em um acesso de loucura.

## escultura
| Imagem | Título                         | Data | Coleção | Localização            | Gênero             | Descrito em |
| ------ | ------------------------------ | ---- | ------- | ---------------------- | ------------------ | ----------- |
|        | Monumento a Júlio de Castilhos | 1913 |         | Praça Marechal Deodoro | arte pública       |             |
|        | Busto de Clotilde de Vaux      |      |         |                        | busto arte pública |             |

## pintura
| Imagem | Título                                          | Data          | Coleção                                               | Localização                                           | Gênero                    | Descrito em |
| ------ | ----------------------------------------------- | ------------- | ----------------------------------------------------- | ----------------------------------------------------- | ------------------------- | ----------- |
|        | Cabeça de Mulher - Estudo                       | julho de 1900 | Coleção Fundo Museu Paulista Coleção Museu Paulista   | Museu do Ipiranga                                     | pintura histórica retrato |             |
|        | Retrato de D. Sebastião Leme da Silveira Cintra | 1922          | Coleção Fundo Museu Paulista Coleção Museu Paulista   | Museu do Ipiranga                                     | retrato                   |             |
|        | Tiradentes                                      | século XIX    | Coleção Museu Histórico Nacional                      | Museu Histórico Nacional                              | retrato                   |             |
|        | Alegoria à Lei de 13 de Maio de 1888 (estudo)   | século XIX    | Coleção Museu Histórico Nacional                      | Museu Histórico Nacional                              | alegoria                  |             |
|        | Alegoria à República                            | século XX     | Coleção Museu Histórico Nacional                      | Museu Histórico Nacional                              | alegoria                  |             |
|        | José Bonifácio de Andrade e Silva               | 1914          | Coleção Museu Histórico Nacional                      | Museu Histórico Nacional                              | retrato                   |             |
|        | Retrato de moça                                 | 1891          | Museu Nacional de Belas Artes                         | Museu Nacional de Belas Artes                         | retrato                   |             |
|        | Retrato da República                            | 1919          | Senado Federal do Brasil                              | Senado Federal do Brasil                              | retrato                   |             |
|        | Protótipo da Bandeira Nacional do Brasil        | 1889          |                                                       |                                                       |                           |             |
|        | D. Pedro II                                     |               | Museu Mariano Procópio                                | Museu Mariano Procópio                                |                           |             |
|        | Chefe dos indígenas do Uaupés                   | 1882          | Museu Nacional                                        | Museu Nacional                                        |                           |             |
|        | A República                                     |               | Museu da República                                    | Museu da República                                    |                           |             |
|        | Portrait of Francisco Portella                  |               | Museu de História e Artes do Estado do Rio de Janeiro | Museu de História e Artes do Estado do Rio de Janeiro | retrato                   |             |

∑ 15 items.